# Minori Chihara B-side Collection
『Minori Chihara B-side Collection』（ミノリ チハラ ビーサイド・コレクション）は、茅原実里のベスト・アルバム。2013年3月13日にLantisから発売された。

## 概要
自身初のカップリングベスト・アルバム。アルバム全体としては前作『D-Formation』から約1年1か月ぶりのリリースであり、2013年1作目のCD作品。初回製造分のみスリーブケース、「ナチュラルな美しさ」がテーマのブックレットが同梱されている。収録曲の選曲は茅原自身が全曲セレクトしている。なお、本作初収録や本作のみ収録の楽曲はない。
本作の発売は、2012年11月18日にさいたまスーパーアリーナで開催された『アニメロミックス Presents Minori Chihara Birthday Live 2012 supported by JOYSOUND』で発表された。
ディスクジャケットの撮影は2013年2月2日に行われた。撮影には本作の『B-side Collection』というタイトルから「B」のオブジェを使用した。ジャケットデザインはナチュラルなものになっており、リラックスした気分で撮影に臨んだという。

## 批評
CDジャーナルは、「アップチューンからバラードまで、バリエーションが豊富な楽曲が収録されている作品である。」と評した。

## 収録曲
1. HYPER NEW WORLD [5:25][1]
作詞：こだまさおり、作曲・編曲：菊田大介
13thシングル「TERMINATED」収録曲
インターネットラジオ『茅原実里のradio minorhythm』オープニングテーマ
2. Best mark smile [4:08][1]
作詞：1pack market、作曲・編曲：山田高弘
9thシングル「Freedom Dreamer」収録曲
3. 赤い棘のギルティ [4:18][1]
作詞：古屋真、作曲・編曲：増田武史（eyelis）
12thシングル「Planet patrol」収録曲
4. animand〜agitato [4:50][1]
作詞：畑亜貴、作曲・編曲：菊田大介
7thシングル「PRECIOUS ONE」収録曲
5. 愛とナイフ [4:19][1]
作詞：畑亜貴、作曲：俊龍、編曲：藤田淳平
7thシングル「PRECIOUS ONE」収録曲
6. IDENTITY [5:20][1]
作詞：茅原実里、作曲：俊龍、編曲：大久保薫
14thシングル「Celestial Diva」収録曲
7. Sandglass〜記憶の粒子 [5:07][1]
作詞：こだまさおり、作曲：俊龍、編曲：中西亮輔
3rdシングル「Melty tale storage」収録曲
8. 勇気の鼓動 [5:07][1]
作詞：畑亜貴、作曲・編曲：菊田大介
5thシングル「Paradise Lost」収録曲
9. Last Arden [4:11][1]
作詞：畑亜貴、作曲・編曲：菊田大介
2ndシングル「君がくれたあの日」収録曲
10. Say you? [4:45][1]
作詞：畑亜貴、作曲・編曲：菊田大介
4thシングル「雨上がりの花よ咲け」収録曲
インターネットラジオ『茅原実里のradio minorhythm』エンディングテーマ
11. Peace of mind〜人魚のささやき [4:13][1]
作詞：椎名可憐、作曲：鈴木盛広、編曲：藤田淳平
1stシングル「純白サンクチュアリィ」収録曲
インターネットラジオ『茅原実里のradio minorhythm』エンディングテーマ
12. ひとりにひとつの永遠 [5:04][1]
作詞：畑亜貴、作曲・編曲：菊田大介
11thシングル「KEY FOR LIFE」収録曲
インターネットラジオ『茅原実里のradio minorhythm』エンディングテーマ
13. purest note 〜あたたかい音 [6:22][1]
作詞：こだまさおり、作曲・編曲：黒須克彦
12thシングル「Planet patrol」収録曲
14. Sunshine flower [5:26][1]
作詞：畑亜貴、作曲：俊龍、編曲：藤田淳平
6thシングル「Tomorrow's chance」収録曲
インターネットラジオ『茅原実里のradio minorhythm』エンディングテーマ
15. ひとひらの願い [6:35][1]
作詞：茅原実里、作曲・編曲：黒須克彦、ストリングスアレンジ：室屋光一郎
16thシングル「SELF PRODUCER」収録曲
テレビ東京『アニソンぷらす』10月度エンディングテーマ
インターネットラジオ『茅原実里のradio minorhythm』エンディングテーマ